# Breitenfeld an der Rittschein
Breitenfeld an der Rittschein är en ort i  kommunen Riegersburg i Österrike. Den ligger i distriktet Südoststeiermark i förbundslandet Steiermark.
Breitenfeld an der Rittschein var tidigare en självständig kommun, men blev den 1 januari 2015 en del av kommunen Riegersburg. Kommunen bestod av tre orter (Ortschaften) (inom parentes invånarantal 1 januari 2024):
- Breitenfeld an der Rittschein (390)
- Neustift (138)
- Sankt Kind (275)